# 小野村 (秋田県)
小野村（おのむら）は秋田県雄勝郡にあった村。現在の湯沢市南部、奥羽本線横堀駅の北西から南東にかけての区域にあたる。

## 地理
- 山：桧山、小比内山
- 河川：雄物川、高松川

## 歴史
- 1889年（明治22年）4月1日 - 町村制の施行により、小野村、桑崎村、泉沢村の区域をもって発足。
- 1955年（昭和30年）7月25日 - 雄勝町に編入。同日小野村廃止。
- 2005年（平成17年）3月22日 - 雄勝町が湯沢市・稲川町・皆瀬村と合併し、改めて湯沢市が発足。

## 交通

### 鉄道路線
- 日本国有鉄道
  - 奥羽本線
    - 横堀駅

### 道路
- 国道13号

現在は旧村域に湯沢横手道路の雄勝こまちインターチェンジが所在するが、当時は未開通。